# Championnats d'Europe d'athlétisme en salle 1994
Navigation
Les 23e Championnats d'Europe d'athlétisme en salle se sont déroulés les 11 et 13 mars 1994 au Palais omnisports de Paris-Bercy de Paris, en France.

## Résultats

### Hommes
| Épreuves         | Or                                        | Argent                                     | Bronze                                      |
| 60 m             | Colin Jackson Royaume-Uni 6 s 49          | Aléxandros Terzián Grèce 6 s 51            | Michael Rosswess Royaume-Uni 6 s 54         |
| 200 m            | Daniel Sangouma France 20 s 68            | Vladyslav Dolohodin Ukraine 20 s 76        | Yeóryios Panayiotópoulos Grèce 20 s 99      |
| 400 m            | Du'aine Ladejo Royaume-Uni 46 s 53        | Mikhail Vdovin Russie 46 s 56              | Rico Lieder Allemagne 46 s 82               |
| 800 m            | Andreï Loguinov Russie 1 min 46 s 38      | Luis Javier González Espagne 1 min 46 s 69 | Ousmane Diarra France 1 min 47 s 18         |
| 1 500 m          | David Strang Royaume-Uni 3 min 44 s 57    | Branko Zorko Croatie 3 min 44 s 64         | Abdel-Kader Chékhémani France 3 min 44 s 65 |
| 3 000 m          | Kim Bauermeister Allemagne 7 min 52 s 34  | Ovidiu Olteanu Roumanie 7 min 52 s 37      | Rod Finch Royaume-Uni 7 min 53 s 99         |
| 60 mètres haies  | Colin Jackson Royaume-Uni 7 s 41          | Gheorghe Boroi Roumanie 7 s .57            | Mike Fenner Allemagne 7 s 58                |
| 5 km marche      | Mikhail Shchennikov Russie 18 min 34 s 32 | Ronald Weigel Allemagne 18 min 40 s 32     | Denis Langlois France 18 min 43 s 20        |
| Saut en hauteur  | Dalton Grant Royaume-Uni 2,37 m           | Jean-Charles Gicquel France 2,35 m         | Wolf-Hendrik Beyer Allemagne 2,33 m         |
| Saut à la perche | Pyotr Bochkaryov Russie 5,90 m            | Jean Galfione France 5,80 m                | Igor Trandenkov Russie 5,75 m               |
| Saut en longueur | Dietmar Haaf Allemagne 8,15 m             | Konstadínos Koukodímos Grèce 8,09 m        | Bogdan Tudor Roumanie 8,07 m                |
| Triple saut      | Leonid Voloshin Russie 17,44 m            | Denis Kapustin Russie 17,35 m              | Vasiliy Sokov Russie 17,31 m                |
| Lancer du poids  | Aleksandr Bagach Ukraine 20,66 m          | Dragan Peric Bosnie-Herzégovine 20,55 m    | Pétur Gudmundsson Islande 20,04 m           |
| Heptathlon       | Christian Plaziat France 6 268 pts        | Henrik Dagård Suède 6 119 pts              | Alain Blondel France 6 084 pts              |

### Femmes
| Épreuves         | Or                                         | Argent                                  | Bronze                                   |
| 60 m             | Nelli Cooman Pays-Bas 7 s 17               | Melanie Paschke Allemagne 7 s 19        | Patricia Girard France 7 s 19            |
| 200 m            | Galina Malchugina Russie 22 s 41           | Silke Knoll Allemagne 22 s 96           | Jacqueline Poelman Pays-Bas 23 s 43      |
| 400 m            | Svetlana Goncharenko Russie 51 s 62        | Tatyana Alekseyeva Russie 51 s 77       | Viviane Dorsile France 51 s 92           |
| 800 m            | Natalya Dukhnova Biélorussie 2 min 0 s 42  | Ella Kovacs Roumanie 2 min 0 s 49       | Carla Sacramento Portugal 2 min 1 s 12   |
| 1 500 m          | Yekaterina Podkopayeva Russie 4 min 6 s 46 | Lyudmila Rogachova Russie 4 min 6 s 60  | Małgorzata Rydz Pologne 4 min 6 s 98     |
| 3 000 m          | Fernanda Ribeiro Portugal 8 min 50 s 47    | Margareta Keszeg Roumanie 8 min 55 s 61 | Anna Brzezińska Pologne 8 min 56 s 90    |
| 60 mètres haies  | Yordanka Donkova Bulgarie 7 s 85           | Eva Sokolova Russie 7 s 89              | Anne Piquereau France 7 s 91             |
| 3 km marche      | Annarita Sidoti Italie 11 min 54 s 32      | Beate Gummelt Allemagne 11 min 56 s 01  | Yelena Arshintseva Russie 11 min 57 s 48 |
| Saut en hauteur  | Stefka Kostadinova Bulgarie 1,98 m         | Desislava Aleksandrova Bulgarie 1,96 m  | Sigrid Kirchmann Autriche 1,94 m         |
| Saut en longueur | Heike Drechsler Allemagne 7,06 m           | Ljudmila Ninova Autriche 6,78 m         | Inessa Kravets Ukraine 6,72 m            |
| Triple saut      | Inna Lasovskaya Russie 14,88 m             | Anna Biryukova Russie 14,72 m           | Sofiya Bozhanova Bulgarie 14,52 m        |
| Lancer du poids  | Astrid Kumbernuss Allemagne 19,44 m        | Larisa Peleshenko Russie 19,16 m        | Svetla Mitkova Bulgarie 19,09 m          |
| Pentathlon       | Larisa Turchinskaya Russie 4 801 pts       | Rita Ináncsi Hongrie 4 775 pts          | Urszula Włodarczyk Pologne 4 668 pts     |

## Tableau des médailles
| Rang | Nation             | Or | Argent | Bronze | Total |
| ---- | ------------------ | -- | ------ | ------ | ----- |
| 1    | Russie             | 9  | 7      | 3      | 19    |
| 2    | Royaume-Uni        | 5  | 0      | 2      | 7     |
| 3    | Allemagne          | 4  | 4      | 3      | 11    |
| 4    | France             | 2  | 2      | 7      | 11    |
| 5    | Bulgarie           | 2  | 1      | 2      | 5     |
| 6    | Ukraine            | 1  | 1      | 1      | 3     |
| 7    | Pays-Bas           | 1  | 0      | 1      | 2     |
| 7    | Portugal           | 1  | 0      | 1      | 2     |
| 9    | Italie             | 1  | 0      | 0      | 1     |
| 9    | Biélorussie        | 1  | 0      | 0      | 1     |
| 11   | Roumanie           | 0  | 4      | 1      | 5     |
| 12   | Grèce              | 0  | 2      | 1      | 3     |
| 13   | Autriche           | 0  | 1      | 1      | 2     |
| 14   | Croatie            | 0  | 1      | 0      | 1     |
| 14   | Suède              | 0  | 1      | 0      | 1     |
| 14   | Espagne            | 0  | 1      | 0      | 1     |
| 14   | Hongrie            | 0  | 1      | 0      | 1     |
| 14   | Bosnie-Herzégovine | 0  | 1      | 0      | 1     |
| 19   | Pologne            | 0  | 0      | 3      | 3     |
| 20   | Islande            | 0  | 0      | 1      | 1     |